# Ljerka Šram
Ljerka Šram (Zagreb, 19. siječnja 1874. – Zagreb, 26. studenog 1913.) bila je hrvatska glumica.
Bila je učenica Adama Mandrovića te članica zagrebačkog kazališta od 1888. do smrti. Isprva je igrala naivke, a potom komedije. 
Bila je vršnjakinja s Milivojem Dežmanom i odrasli su u istom dijelu Zagreba, očevi su im bili prijatelji. Za vrijeme studija zaljubio se u nju i razmjenjivali su ljubavna pisma, ali ona se ipak udala za drugoga. Njen muž Aleksandar Isaković otišao je nakon što je napravio pronevjeru u Prvoj hrvatskoj štedionici, a Milivoj Dežman je od tada brinuo o Ljerki Šram i njenom sinu makar se nikada nisu vjenčali. Za nju je 1901. godine dramatizirao Šenoino „Zlatarovo zlato”, kako bi ona glumila u toj predstavi. Kada je Ljerka oboljela od tuberkuloze liječio ju je u Brestovcu, gdje je i umrla na njegovim rukama. Prema njima nastao je musical „Lady Šram” Nine Škrabea i Arsena Dedića iz 1991. godine.

## Kazališne predstave u kojima je glumila
- "Umišljeni bolesnik" kao Toinette
- "Krčmarica Mirandolina" kao Mirandolina
- "Madame Sans-Gêne" kao Katarina Hübscher
- "Romeo i Julija" kao Julija
- "Otelo" kao Desdemona
- "Ukroćena goropadnica" kao Katarina
- "Cyrano de Bergerac" kao Roxana
- "Monna Vanna"
- "Candida"